# André Saint-Mleux
André Saint-Mleux (* 25. September 1920 in Saint-Malo; † 7. Oktober 2012 in Roquebrune-Cap-Martin) war ein französischer Politiker.
Er war vom 24. Mai 1972 bis Juli 1981 Staatsminister des Fürstentums Monaco.